# Cypripedium forrestii
Cypripedium forrestii é uma espécie de orquídea terrestre, família Orchidaceae, que habita o noroeste do Yunnan, na China.